# Myiothlypis chrysogaster
La reinita ventridorada o chipe de vientre dorado (Myiothlypis chrysogaster) es una especie de ave paseriforme de la familia Parulidae endémica de los Andes.

## Taxonomía
Anteriormente se consideraba a la reinita del Chocó (Myiothlypis chlorophrys) una subespecie de M. chrysogaster con una población disjunta, pero actualmente se consideran especies separadas a pesar de las similitudes de su plumaje.

## Descripción
La reinita ventridorada mide alrededor de 13 cm de largo. El plumaje de sus partes superiores y flancos es de color verde oliváceo, con listas superciliares y una lista pileal central amarillas, como el plumaje de sus partes inferiores. Se diferencia principalmente de la reinita del Chocó por sus listas superciliares, que son más largas y son amarillas en toda su extensión, a diferencia de su pariente norteña que tiene su parte posterior verdosa.

## Distribución y hábitat
Se encuentra en los bosques y zonas de matorral de las faldas de los Andes de Perú y el oeste de Bolivia, entre los 700 y 1200 metros de altitud.